# اهتمام
اهتمام هو اتجاه نفسيّ إلى تركيز الانتباه حول موضوع معيّن. ومصدرها اهتمَّ، يهتم اهتماما بشيء ما أو أمر ما.
يقال في اللغة له اهتمامات فنية، أي أن تركيزه منصبٌّ على  موضوع فني ويقال يقع في دائرة اهتمامه. 
•وأيضا يستخدم مصطلح إثارة الاهتمام: إثارة المرء بفكرة ما، بحيث يرغب في التعرُّف على دقائقها، وبناء صورة معرفية بشأنها.
ويقال في اللغة العربية أيضا اهتمَّ فلانٌ بالفقراء واليتامى أي انشغل بأمرهم واعتنى بهم.
ويقال في المثل شرُّ العيوب الاهتمام بعيوب الناس.
•ويقال في اللغة أيضا لا يُعير الأمر اهتمامًا: أي لا يبالي به.